# Alexander Delle
Alexander Delle (* 16. September 1974 in Mutlangen) ist ein deutscher Politiker der rechtsextremen NPD. Er war von 2004 bis 2014 Abgeordneter im Sächsischen Landtag.

## Leben
Nach der Fachhochschulreife und einer Ausbildung zum Bankkaufmann von 1992 bis 1995 war er bis 1996 bei einer Bank tätig. Anschließend leistete er den Wehrdienst, danach war er von 1997 bis 2004 Angestellter des Deutsche-Stimme-Verlags in Riesa.

## Politik
Delle ist seit 1992 Mitglied der NPD. Seit 1998 war er Mitglied des Bundesvorstandes der Jungen Nationaldemokraten und seit 2000 deren Bundesgeschäftsführer. Von 2002 bis 2009 war er Mitglied im Bundesvorstand der NPD. Seit 2002 ist er Mitglied im Landesvorstand Sachsen, derzeit ist er Landesschatzmeister. Er war als Schatzmeister Mitglied des Fraktionsvorstandes der NPD-Fraktion im Sächsischen Landtag. Am 21. Januar 2005 verließ Delle mitsamt der NPD-Fraktion den Landtag, um nicht an einer Gedenkminute für die Opfer des nationalsozialistischen Terrors teilnehmen zu müssen.
Delle war in der 4. Wahlperiode (2004–2009) Mitglied im Haushalts- und Finanzausschuss des Sächsischen Landtags. In der 5. Wahlperiode war er Mitglied im Ausschuss für Wirtschaft, Arbeit und Verkehr.